# Elafonīsi
Elafonīsi (in greco: Ελαφονήσι) è un'isoletta situata vicino alla costa sud-occidentale dell'isola di Creta, di cui amministrativamente fa parte, ricadendo nell'unità periferica della Canea.

## Natura

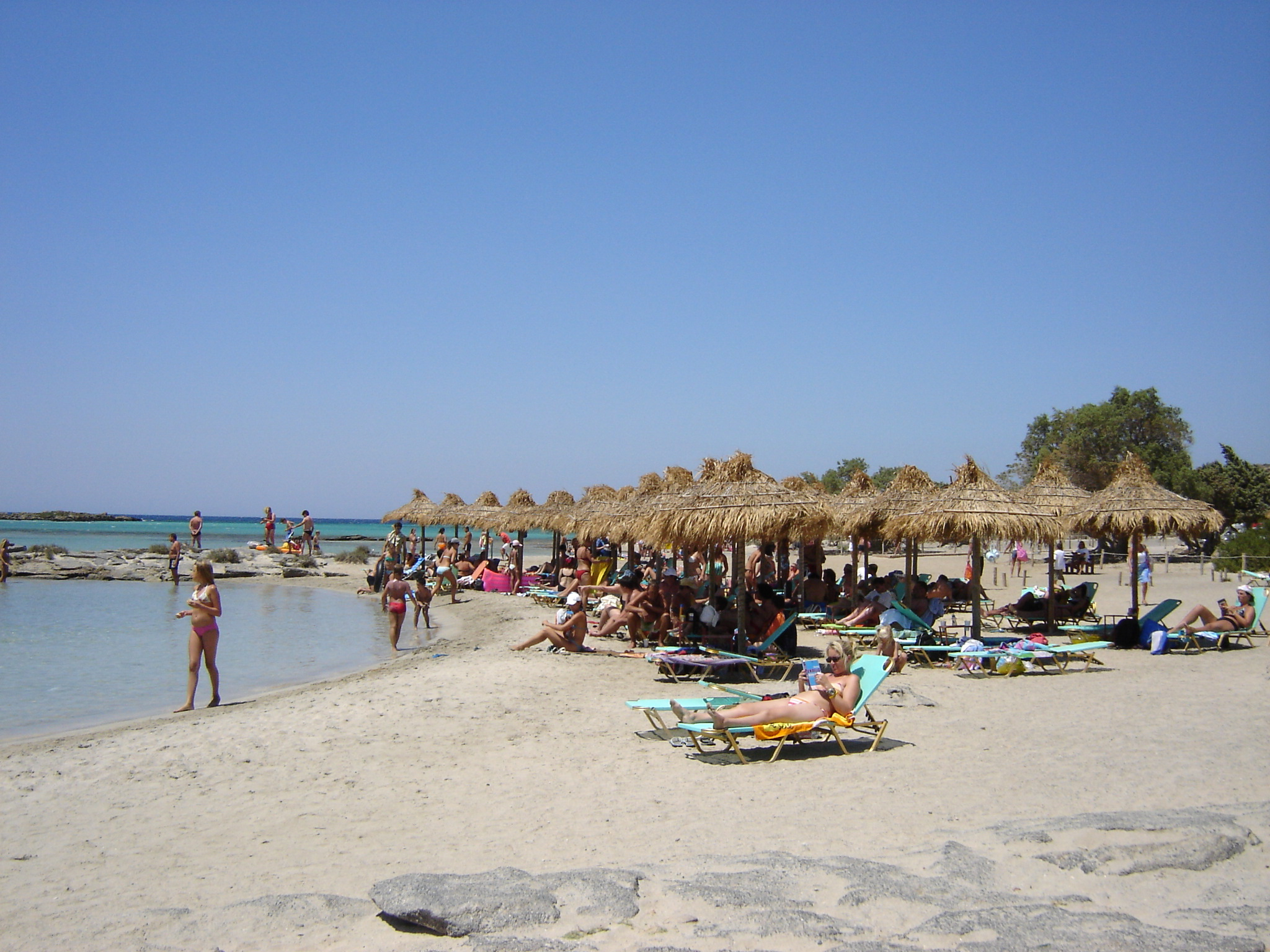
Spiagga turistica a Elafonīsi

L'isola può essere raggiunta a piedi attraverso una lingua di sabbia circondata da acque basse, che non superano il metro di profondità.
L'intero territorio dell'isola costituisce un'area protetta della rete Natura 2000, in quanto habitat di specie animali e vegetali rare. Dal punto di vista faunistico, è rifugio per alcune specie di uccelli marini, nonché ultima tappa europea di diversi uccelli migratori, è un sito riproduttivo della tartaruga marina Caretta caretta e viene frequentata anche dalla foca monaca.
Parimenti, vi crescono oltre 110 specie vegetali, tra cui Androcymbium rechingeri, una pianta protetta della famiglia delle Colchicaceae.

## Storia
L'area di Elafonīsi era anticamente chiamata Mousagores, poiché sito di un tempio dedicato ad Apollo musagete (un epiteto riferito alle Muse); il nome di Elafonīsi (o, in latino, Scolio Lafonisi), che in greco significa "isola dei cervi" (da ἔλαφος, élaphos, "cervo"), le venne dato dai veneziani.
Durante la guerra d'indipendenza greca, l'isola fu teatro di una strage compiuta da soldati ottomani ai danni di civili greci che vi si erano nascosti: a parte circa 40 soldati greci, il resto delle vittime era costituito perlopiù da donne e bambini, il cui numero oscilla tra i 600 e gli 850; secondo alcune fonti, i superstiti vennero venduti in Egitto come schiavi. Il massacro è ricordato da una placca posta sul punto più alto dell'isola.
La notte tra il 21 e il 22 febbraio 1907, l'Imperatrix, un piroscafo passeggeri austroungarico, finì fuori rotta a causa di forti venti e correnti, e naufragò ad ovest dell'isola; almeno 38 persone morirono mentre cercavano di raggiungere la riva con una scialuppa di salvataggio, a sua volta ribaltatasi, e vennero sepolte sull'isola. I restanti passeggeri, rimasti a bordo, vennero tratti in salvo la mattina del 23 febbraio e presi in cura dai monaci di Chrisoskalitissa, prima di essere trasportati da altre navi a La Canea e poi a Trieste, mentre l'Imperatrix si piegò di lato e affondò poco tempo dopo; gran parte del relitto venne recuperata, e ciò che resta si trova ancora sul luogo, a circa dieci metri di profondità.
Poiché anche una nave italiana si era incagliata a Elafonīsi circa un anno prima, venne costruito un faro (distrutto nel 1945 e poi ricostruito), che comunque non impedì ulteriori incidenti simili.